# Такахіто Сома
Такахіто Сома (яп. 相馬 崇人, нар. 10 грудня 1981, Префектура Канаґава) — японський футболіст, що грав на позиції захисника.
Виступав, зокрема, за клуби «Марітіму», «Енергі» та «Віссел» (Кобе).
Чемпіон Японії. Дворазовий володар Кубка Імператора. Клубний чемпіон Азії.

## Ігрова кар'єра
Народився 10 грудня 1981 року в місті Префектура Канаґава.
У дорослому футболі дебютував 2003 року виступами за команду «Токіо Верді», в якій провів два сезони, взявши участь у 40 матчах чемпіонату.  За цей час виборов титул володаря Кубка Імператора.
Протягом 2006—2008 років захищав кольори клубу «Урава Ред Даймондс».
Своєю грою за останню команду привернув увагу представників тренерського штабу клубу «Марітіму», до складу якого приєднався 2008 року. Відіграв за клуб з Фуншала наступні два сезони своєї ігрової кар'єри.
У 2010 році уклав контракт з клубом «Енергі», у складі якого провів наступний рік своєї кар'єри гравця. Більшість часу, проведеного у складі «Енергі», був основним гравцем захисту команди.
У 2011 році перейшов до клубу «Віссел» (Кобе), за який відіграв 5 сезонів. Граючи у складі «Віссела» також здебільшого виходив на поле в основному складі команди. Завершив професійну кар'єру футболіста виступами за команду «Віссел» (Кобе) у 2016 році.

## Титули і досягнення
- Чемпіон Японії (1):

«Урава Ред Даймондс»: 2006
- Володар Кубка Імператора (2):

«Токіо Верді»: 2004
«Урава Ред Даймондс»: 2006
- Володар Суперкубка Японії:
- «Урава Ред Даймондс»: 2006
- Клубний чемпіон Азії (1):

«Урава Ред Даймондс»: 2007